# Šumet (żupania dubrownicko-neretwiańska)
Šumet – wieś w Chorwacji, w żupanii dubrownicko-neretwiańskiej, w mieście Dubrownik. W 2011 roku liczyła 176 mieszkańców.